# Cratosisyrops gonzagai
Cratosisyrops gonzagai là một loài côn trùng thuộc bộ Neuroptera. Loài này được Martins-Neto miêu tả năm 1997.